# Hažín nad Cirochou
Hažín nad Cirochou – wieś (obec) na Słowacji położona w kraju preszowskim, w powiecie Humenné. Pierwsze wzmianki o miejscowości pochodzą z roku 1451.
Według danych z dnia 31 grudnia 2010, wieś zamieszkiwało 706 osób, w tym 359 kobiet i 347 mężczyzn.
W 2001 roku rozkład populacji względem narodowości i przynależności etnicznej wyglądał następująco:
- Słowacy – 98,53%
- Czesi – 0,29%
- Rusini – 0,29%
- Ukraińcy – 0,74%

W miejscowości znajduje się greckokatolicka cerkiew św. Michała Archanioła z 1790 roku.